# Synoicum castellatum
Synoicum castellatum är en sjöpungsart som beskrevs av Kott 1992. Synoicum castellatum ingår i släktet Synoicum och familjen klumpsjöpungar. Inga underarter finns listade i Catalogue of Life.